# Drum național 12B
Der Drum național 12B (rumänisch für „Nationalstraße 12B“, kurz DN12B) ist eine Hauptstraße in Rumänien.

## Verlauf
Die Straße zweigt in Târgu Ocna vom Drum național 12A nach Südwesten ab und zieht durch das Tal des Slănic aufwärts zu dem Badeort Slănic-Moldova (Moldenmarkt). Die Länge der Straße beträgt rund 15 Kilometer.